# Chasseur de mines

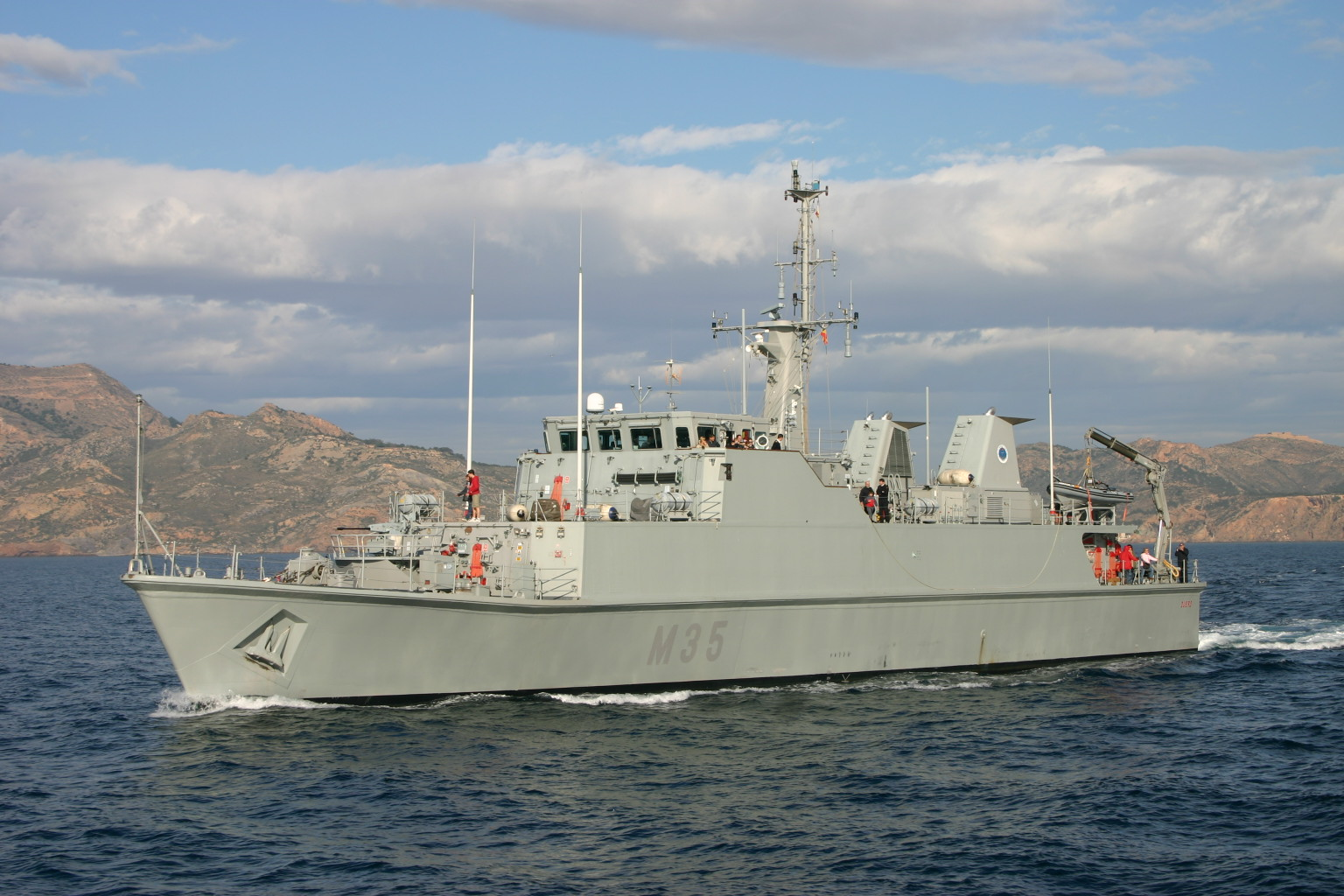
Chasseur de mines de la Classe Segura en service dans l'armada espagnole

Un chasseur de mines est un navire de guerre des mines qui utilise un sonar pour détecter les mines. Contrairement aux dragueurs de mines qui nettoient les zones minées dans leur ensemble, sans détection préalable des mines. On peut détruire les mines individuellement par explosion d'une charge déposée par un robot sous-marin ou des plongeurs, appelés plongeurs démineurs car ces derniers peuvent également désactiver les mines. Les chasseurs de mines sont généralement aussi équipés d'une drague mécanique , ce type de navire qui combine les deux rôles sont aussi appelé sous l'acronyme anglo-saxon MCMV (Mine Countermeasures Vessel, navire de contre-mesures antimines).
Son système d'armes principal est le sonar, qui peut être un sonar de coque ou un sonar remorqué. Pour la recherche de mines, le sonar peut fonctionner en mode « détection » (pour la recherche des mines) ou en mode « classification » (haute résolution, couverture moins grande) pour l'identification du type d'objet détecté.

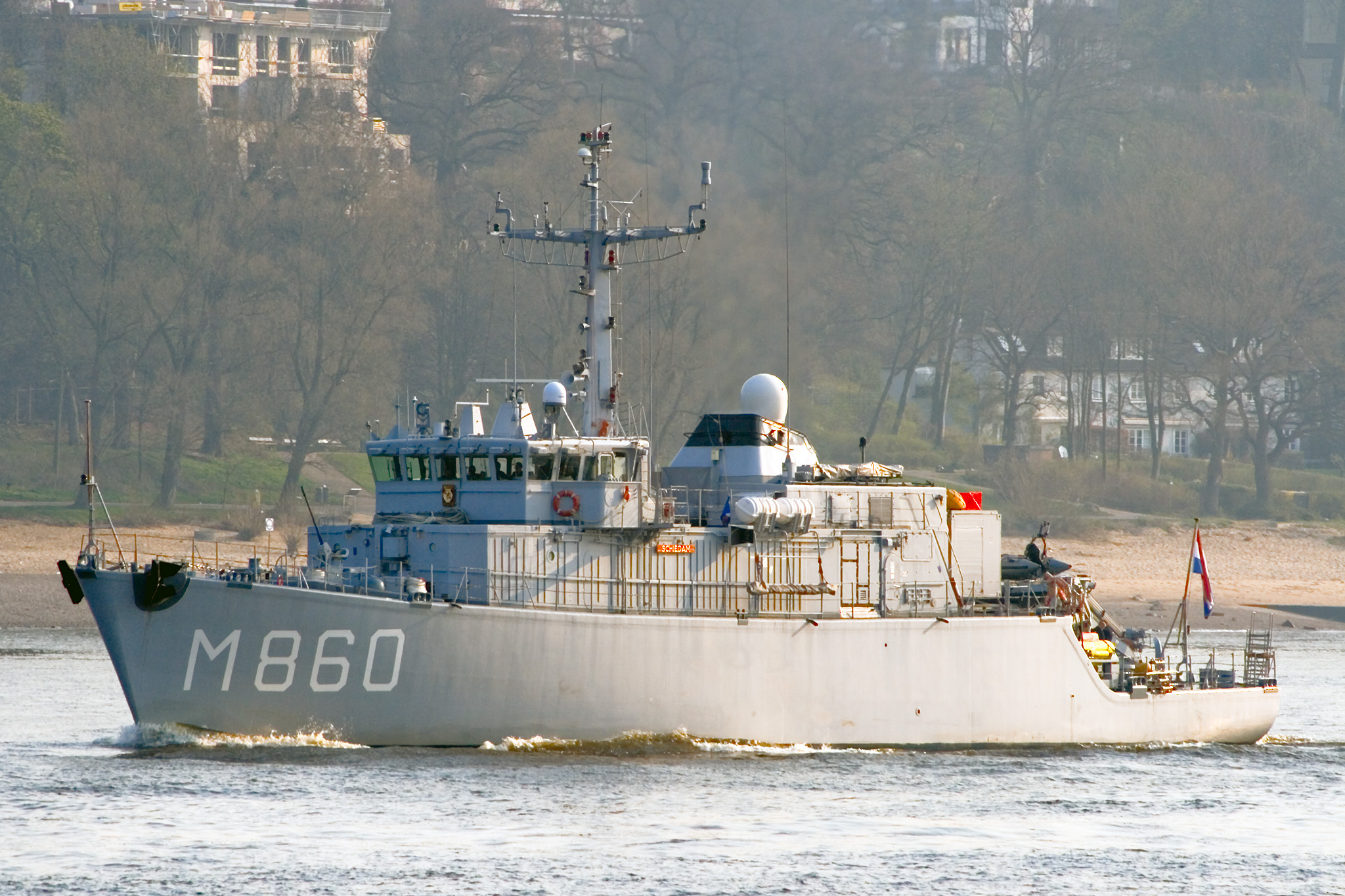
Le M860 Schiedam (chasseur de mines tripartite néerlandais)

## Mise en œuvre des chasseurs de mines
Les chasseurs de mines peuvent être utilisés en opérations systématiques, par exemple pour explorer un chenal périodiquement ou avant le passage d'une escadre ou d'un bâtiment précieux, (C'est le cas dans le goulet de Brest lors des mouvements d'un SNLE), ou ponctuellement, pour identifier des objets douteux ou préciser les caractéristiques d'un objet posé sur le fond, ou situé entre deux eaux. Ils s'assurent également de guider les navires alliés au travers des chenaux sécurisés afin d'éviter que ceux-ci ne dérivent dans un secteur non sondé du champ de mines.
En opérations systématiques, le navire explore complètement la zone en suivant des « rails » généralement parallèles, le sonar étant en mode « détection » ; tous les échos ou signaux douteux sont alors repérés et cartographiés. Fréquemment, un chasseur de mines fera usage de drones équipés de sonar naviguant parallèlement au navire afin d'élargir les "rails". L'utilisation de ces drones lors du premier passage est également importante pour permettre aux opérateurs du sonar d'observer en dessous d'éventuelles couches thermiques qui bloqueraient la vue du sonar principal. Dans une deuxième étape, ils sont explorés grâce au sonar en mode « classification » ; s'il existe une possibilité qu'un signal corresponde à une mine, des plongeurs ou un robot procèdent alors à une reconnaissance in situ, et éventuellement à une intervention. Laquelle peut varier : l'engin explosif pourra être simplement désarmé si possible, détruit, ou relocalisé si l'endroit n'est pas propre à une démolition, comme une réserve naturelle.
Les chasseurs de mines peuvent aussi être utilisés pour rechercher des épaves, notamment à la suite de naufrages. Il n'est également pas rare qu'un chasseur de mines vienne en aide à des navires civils tels que des dragueurs ou chalutiers dans l'éventualité où ces derniers remonteraient par accident des engins explosifs tels que des obus ou torpilles encore armés.
De récents développements dans la doctrine de guerre des mines ont abouti à une nouvelle série de chasseurs de mines. Ces derniers, qui par ailleurs ont un tonnage significativement plus important que les navires des générations précédentes, ne sont pas censés pénétrer à l'intérieur du champ de mines et se fient plutôt à un important arsenal de drones opérés depuis le navire et à ses plongeurs démineurs. Le risque pour l'intégrité du navire est donc fortement réduit.

## Caractéristiques générales
Les chasseurs de mines doivent avoir une très faible signature magnétique et acoustique, de manière à réduire les risques de déclencher la mise à feu des mines, et à améliorer les capacités de détection des sonars embarqués. Pour ce faire, leurs coques sont en règle générale construites avec des matériaux amagnétiques comme de la fibre de verre, et le système de propulsion est équipé de systèmes visant à réduire les vibrations générées par la machine, comme des coussinets en caoutchouc. Ils doivent être manœuvrant, capables d'opérer à faible vitesse, et si possible être équipés d'un système de positionnement dynamique pour pouvoir se maintenir au point fixe pendant l'intervention de leurs plongeurs ou de leurs robots sous-marins. Une propulsion électrique via des hélices mobiles couplées avec un propulseur d'étrave seront donc utilisés pour naviguer lors des opérations de déminage. La majorité des navires de ce type sont également construits avec un faible tirant d'eau pour encore diminuer le risque de mise à feu d'une mine et leur permettre d'accéder à des eaux particulièrement peu profondes à proximité de plages et autres bancs de sable.
Ces caractéristiques ont pour effet de limiter l'endurance de ces navires ainsi que leur capacité à opérer par gros temps et loin des côtes. Leur vitesse de croisière est également relativement limitée, avoisinant les douze nœuds en utilisant la motorisation principale. Une flotte de guerre de chasseurs de mines opère ainsi en quasi-permanence avec un navire de ravitaillement.
N'étant pas conçus pour des affrontements directs, on ne retrouve qu'un armement limité à bord de ces navires. La présence de mitrailleuses lourdes ou canons ne les protègent que contre des menaces comme des zodiacs ou hélicoptères isolés. L'armement du navire est de préférence mis en œuvre pour détruire des mines à la surface de l'eau.